# 邁耶鎮區 (密歇根州)
邁耶鎮區（英語：Meyer Township）是位於美國密歇根州梅諾米尼縣的一個行政鎮區。

## 地方資料
邁耶鎮區的面積為233.30平方千米，當中陸地面積為232.30平方千米，而水域面積為1.00平方千米。根據2020年美國人口普查的數據，當地共有人口992人，而人口密度為每平方千米4.25人。